# Õngu
Õngu (Duits: Onego) is een plaats in de Estlandse gemeente Hiiumaa, provincie Hiiumaa. De plaats heeft de status van dorp (Estisch: küla).
Õngu lag tot in oktober 2017 in de gemeente Emmaste. In die maand ging de gemeente op in de fusiegemeente Hiiumaa.

## Bevolking
De ontwikkeling van het aantal inwoners blijkt uit het volgende staatje:
| Jaar            | 2000 | 2011 | 2017 | 2019 | 2021 |
| --------------- | ---- | ---- | ---- | ---- | ---- |
| Aantal inwoners | 31   | 30   | 39   | 41   | 33   |

## Geografie
Õngu ligt aan de westkust van het eiland Hiiumaa, aan de Baai van Mardihansu, een onderdeel van de Oostzee.
Op het grondgebied van Õngu stroomt de rivier Vanajõgi in de Baai van Mardihansu uit. De bron van de rivier Õngu (Estisch: Õngu jõgi of Õngu oja) ligt ook op het grondgebied van het dorp. Deze rivier komt 4 km ten zuiden van de Vanajõgi, maar nog steeds op het grondgebied van Õngu, eveneens in de Baai van Mardihansu uit. Onderweg passeert de rivier een stuwmeer, het Õngu paisjärv. Zalmen gebruiken de rivier als paaigrond.
De Tugimaantee 84, de secundaire weg van Emmaste naar Luidja, komt door Õngu.
In Õngu staat een kleine windmolen, die gebouwd is in 1922, de Õngu tuulik. Hij is een beschermd monument.

## Geschiedenis
Õngu werd in 1563 voor het eerst genoemd als watermolen onder de Wacke Waimel. Een Wacke was een administratieve eenheid voor een groep boeren met gezamenlijke verplichtingen. In 1583 werd Õngu genoemd als dorp Ennige, in 1686 heette het dorp Öhnnio. Vanaf 1688 viel het onder het landgoed Waimel (Vaemla). In 1798 was sprake van een dorp en een watermolen Öngo en in 1913 heette de plaats Oiniko. De watermolen verdween op het eind van de 18e eeuw. De molen kreeg zijn water van de rivier Vanajõgi, die over grond van de familie von Ungern-Sternberg liep. Baron Otto Reinhold Ludwig von Ungern-Sternberg wilde aan Caspar Adolph von Stackelberg, de eigenaar van Vaemla, daarvoor geld in rekening brengen. Toen deze weigerde, liet von Ungern-Sternberg de loop van de rivier verleggen, kreeg de molen geen water meer en raakte deze in verval.